# Świętojerska
Świętojerska – jurydyka duchowna, istniejąca od XIV wieku do 1794 roku.

## Opis
Była to jedna z dwóch (obok Dziekanii) najstarszych warszawskich jurydyk. Obejmowała grunty nadane XIV wieku przez księcia kanonikom regularnym przy kościele św. Jerzego w Warszawie. Obejmowała teren ograniczony obecnymi ulicami: Świętojerską, Franciszkańską, Sapieżyńską, Koźlą i Wałową (według innego źródła także niepołączony z nim wąski pas ziemi między ulicami Pawią i Dzielną do ulicy Karolkowej). Nie posiadała jednak aktu erekcyjnego ani − tak jak inne jurydyki duchowe − władz samorządowych.
W 1529 roku król Zygmunt I Stary nakazał czynszownikom jurydyki płacenie podatków Nowej Warszawie. W 1660 roku na terenie jurydyki znajdowały się 24 domy i 4 browary. W 1734 roku marszałek wielki koronny Franciszek Bieliński podporządkował mieszkańców jurydyki sądownictwu miejskiemu i obciążył podatkami na rzecz miasta.
Tak jak pozostałe warszawskie jurydyki, Świętojerska została zniesiona w 1791 roku przez ustawę – Prawo o miastach, która zaczęła obowiązywać od 1794 roku.